# Tacuarembó (stad)
Tacuarembó is een stad in Uruguay, centraal in het noorden. Het is tevens de hoofdstad van het gelijknamige departement Tacuarembó. De stad telt 51.224 (2004 census) inwoners. De stad werd op 27 januari 1832 gesticht onder de naam San Fructuoso, maar op 17 juni 1912 veranderde ze naar de huidige naam. De stad kent als enige stad in het land een naam die door de originele bevolking is gegeven, die voortvloeit uit de Guaranítaal.
Verder gaat de speculatie rond dat een dorpje vlak bij Tacuarembó, Valle Edén, de geboortestad is van tangolegende Carlos Gardel, en niet Toulouse (Frankrijk), wat wordt aangenomen in het land waar hij faam won, Argentinië.
Sinds 1960 is de stad de zetel van een rooms-katholiek bisdom.